# Dieta Montignac
Dieta Montignac este un regim de slăbit care poartă numele celui care l-a inventat – francezul Michel Montignac⁠(fr)[traduceți]. Montignac a creat această dietă la mijlocul anilor 1980 pentru că el însuși avea serioase probleme cu greutatea (la fel ca întreaga sa familie) ajungând chiar la 120 de kilograme. 
Ulterior, Montignac a popularizat modul în care a reușit să piardă kilogramele în plus prin intermediul unei serii de cărți referitoare la regimul de slăbire urmat, prima dintre acestea fiind cea apărută în anul 1986 Dine Out and Lose Weight. Un an mai târziu, în 1987, apărea poate cea mai populară carte Montignac și una dintre cele mai cunoscute cărți despre diete Eat Yourself Slim… and Stay Slim!, în care sunt expuse pe larg principiile curei Montignac.

## Tipul dietei și principiile sale
Dieta Montignac este un regim de slăbit ce se bazează pe disocierea alimentelor in funcție de Indicele Glicemic pe care acestea îl au. 
Pentru a stabili indicele glicemic, se ia în considerare faptul că fiecare aliment determină pancreasul să secrete o cantitate mai mică sau mai mare de insulină. Luând ca referință glucoza, care are cel mai mare indice glicemic, căruia i se stabilește valoarea de 100, se compară indicele celorlalte alimente în raport cu această valoare. Conform spuselor lui Montignac, creșterea în greutate are loc atunci când consumăm alimente cu indice glicemic mare la care ar trebui să se renunțe. 
Ideea de bază a regimului este așadar de a evita pe cât posibil carbohidrații cu un indice glicemic mare (cum ar fi, de exemplu, cartofii, orezul alb, produsele din făină albă, dulciurile, etc), pentru că acestea ar crea creșteri bruște ale nivelului de glucoză în sânge și ar determina stocarea grăsimilor de către organism.
În plus, în funcție de faza dietei, sunt permise doar anumite combinații de alimente – respectiv mesele glucidice alcătuite din carbohidrați cu indice glicemic scăzut și proteine sărace în grăsimi sau mesele lipidice alcătuite din lipide și proteine.
În ceea ce privește cantitatea de alimente permise, dieta Montignac nu o limitează în nici un fel, atâta timp cât se respectă combinațiile de  alimente permise în cadrul ei. Dieta se bazează așadar pe alegerea și combinarea corectă a alimentelor și nu pe restricționarea cantitativă a meselor, lucru cu care doar o parte dintre specialiștii în nutriție sunt de acord. 
În plus, dieta stipulează că este necesar să se țină cont și de cantitatea de nutrienți din alimentație, adică să se consume de preferință grăsimi polisaturate ce conțin și omega 3 (așa cum sunt grăsimile din carnea de pește) sau acizi grași monosaturați (cum este uleiul de măsline) în defavoarea acizilor grași saturați (cum sunt cei din carnea grasă sau din unt). 
Promisiunea dietei este, pe lângă o pierdere semnificativă în greutate, de reducere a tensiunii arteriale și riscului de boli coronariene și de prevenire a diabetului.

## Fazele dietei Montignac
Metoda de pierdere în greutate Montignac este structurată în două etape, prima fiind de pierdere în greutate, iar cea de-a doua de stabilizare și prevenire a recâștigării kilogramelor pierdute. 

#### Faza I – de pierdere în greutate
Această etapă este considerată a fi cea mai dificilă, eliminând complet din alimentatie carbohidrații cu un indice glicemic mai mare de 35. Pe lângă acomodarea cu un nou stil de alimentație, persoana care urmează această dietă trebuie să se obișnuiască și cu noțiunea de indice glicemic și să învețe care sunt alimentele cu un indice glicemic mare, care trebuie evitate cu orice preț.
Se vor consuma practic combinațiile specificate în principiile dietei – variantele de masă glucidică, respectiv lipidică, având însă grijă și la indicele glicemic – toate alimentele consumate trebuie să aibă acest indice mai mic de 35. Nu există în schimb niciun fel de restricție calorică, persoana aflată la dietă putând consuma orice cantitate de alimente, important fiind doar indicele glicemic și combinațiile alimentare utilizate.

#### Faza II – de stabilizare
Această etapă este ceva mai puțin restrictivă decât prima, păstrând însă principiile combinațiilor alimentare permise cu care cei care o țin sunt deja familiarizați. Diferența este că indicele glicemic maxim permis este de 50, față de 35 în prima etapă. 
În plus, de două ori pe lună sunt permise abateri de la regim, cu condiția sa nu se abuzeze cu glucidele și să fi avut înainte o masă specifică etapei I (compusă din alimente cu IG mai mic de 35). Aceasta etapă a doua, de stabilizare, este considerată la fel de importantă ca prima, în care se pierd kilogramele în plus, pentru că de cele mai multe ori eșecul unei cure de slăbire nu se produce din cauza imposibilității de a pierde kilograme, ci mai degrabă din cauza incapacității de a menține noua greutate.

## Popularitatea dietei
Dieta s-a bucurat de o foarte mare popularitate încă de la apariția primelor cărți ale autorului Michel Montignac, dovada fiind cele 15 milioane de exemplare ale cărților vândute. 
Regimul a fost popularizat nu doar prin intermediul cărților scrise de autorul său, ci și prin intermediul internetului, al site-ului oficial, al forumurilor de discuții. Este o dietă care are și astăzi numeroși adepți, în ciuda numărului mare de ani care au trecut de la inventarea acesteia și a vitezei cu care apar noi metode de slăbire.
Franța, țara de origine a lui Montignac, a fost cea care a adus cei mai mulți adepți ai dietei. În Statele Unite însa acest regim de slăbire nu a avut popularitatea altora asemănătoare. 
Numeroase vedete care au apelat la ea pentru a pierde kilogramele în plus, precum Gerard Depardieu sau Kylie Minogue, au contribuit la popularizarea acestui regim de slăbire, care rămâne și astăzi unul dintre cele mai cunoscute diete.

## Studii științifice
Cu toate că de-a lungul timpului au existat o serie de studii științifice în sprijinul utilității unei asemenea diete, cum a fost cel condus de profesorul Jean Dumesnil, care compara metoda de slăbire Montignac cu altele propuse de către profesioniști în domeniu, dieta rămâne una controversată, iar majoritatea specialiștilor neagă posibilitatea de a slăbi fără a controla numărul de calorii ingerate și fără a reduce cantitatea de grăsimi primită de organism.
Criticii dietei argumentează de asemenea că Indicele Glicemic nu este întotdeauna foarte ușor de determinat, pentru că de multe ori acest indice depinde de factori precum modul de a pregăti alimentele, de tipul exact de aliment sau de combinațiile din cadrul aceleiași mese.

## Cărți
- Michel Montignac, Eat Yourself Slim, 2010, ISBN: 978-235-9340-38-9
- Michel Montignac, The French GI diet for women, ISBN: 978-235-9340-67-9
- The Montignac diet cook book, ISBN: 978-235-9340-39-6
- Michel Montignac, The French GI diet, ISBN: 978-235-9340-40-2

## Apariții în limba română
- Michel Montignac, Uleiul de măsline  - Un aliment esențial pentru sănătatea ta, 2010, ISBN: 978-973-6757-24-2
- Michel Montignac, Uleiul de măsline – o comoară pentru inimă, 2006
- Michel Montignac, Obezitatea la copii. Metode de prevenție și tratament, 2010, ISBN: 978-973-675-734-1
- Michel Montignac, Dieta Montignac - Mănâncă de plăcere, menține-te în formă, 2009, ISBN: 789736755583
- Michel Montignac, 100 de rețete și meniuri, 2009
- Michel Montignac, Indicele glicemic, concept cheie în dieta Montignac, 2009, ISBN: 978-973-6756-36-8
- Michel Montignac, Ciocolata - Un aliment esențial pentru sănătatea ta, 2010, ISBN: 978-973-6757-40-2
- Michel Montignac, Vinul  - Un aliment esențial pentru sănătatea ta, 2010, ISBN: 978-973-6757-49-5
- Michel Montignac, Mănânc sănătos și rămân tânăr, 2010, ISBN: 978-973-6757-39-6
- Michel Montignac, Prevenirea bolilor cardiovasculare, 2011, ISBN: 978-606-600-260-8